# 사향사과
4향4과(四向四果, 영어: four stages of enlightenment) · 사문4과(沙門四果) 또는 성문4과(聲聞四果)는 원시불교와 부파불교의 수행 계위이다. 줄여서 4과(四果)라고도 한다. 4쌍8배(四雙八輩)라고도 한다.
고타마 붓다의 제자들은 그의 가르침을 듣고 수행함으로써 아라한이라는 이상의 경지에 도달할 수 있다고 생각하였으며, 아라한의 경지에 도달하는데는 4향4과라고 불리는 8종의 위계(位階)가 있다고 했다. 즉 아래서부터 말하면 예류(預流) · 일래(一來) · 불환(不還) · 아라한(阿羅漢)의 4위가 있어서, 아래와 같이 과(果)를 향해 수행(修行)해 가는 단계(向)와 그에 의해 도달한 경지(果)로 나누어서 설명한 것이 4향4과이다.
1. 예류향(預流向): 예류과를 향해 수행해 가는 단계
2. 예류과(預流果): 예류에 도달한 상태
3. 일래향(一來向): 일래과를 향해 수행해 가는 단계
4. 일래과(一來果): 일래에 도달한 상태
5. 불환향(不還向): 불환과를 향해 수행해 가는 단계
6. 불환과(不還果): 불환에 도달한 상태
7. 아라한향(阿羅漢向): 아라한과를 향해 수행해 가는 단계
8. 아라한과(阿羅漢果): 아라한에 도달한 상태

예류 즉 예류과는 수다원(須陀洹)이라고 음역(音譯)되는데 깨달음의 길을 하천의 흐름에 비유하여 그 흐름에 참여한 것, 즉 불도 수행에 대한 확신이 생긴 상태를 말한다.
일래 즉 일래과는 사다함(斯陀含)이라고 음역되는데 수행의 도상에 있어서 한 번 더 욕계로 태어나는 것을 의미한다.
불환 즉 불환과는 아나함(阿那含)이라고 음역되는데 더 이상 욕계로 태어나지 않아도 되는 상태이기 때문에, 즉 욕계로 윤회하여 더 배워야 할 필요가 없어진 상태이기 때문에 불환이라고 한다.
아라한향(阿羅漢向)은 아라한과(阿羅漢果)에 이르기까지의 위계(位階)이다. 아라한 즉 아라한과에 이르면 무학위(無學位)로서 더 이상 배울 것이 없고, 번뇌는 다하였으며, 해야 할 바를 다하였고, 윤회에서 해탈해서 열반에 들어간다고 생각되었다. 무학위를 간단히 무학(無學)이라고도 한다. 아라한과 이전의 단계를 통칭하여 유학위(有學位: 배울 것이 있는 계위) 또는 유학(有學)이라고 한다.

## 같이 보기
- 수다원: 3결
- 사다함: 3박
- 아나함: 5하분결
- 아라한: 5상분결
- 10결
- 3도: 견도 · 수도 · 무학도
- 수행계위
- 보살 수행계위
- 52위
- 42현성
- 10지
- 뢰야3위

## 참고 문헌
- 이 문서에는 다음커뮤니케이션(현 카카오)에서 GFDL 또는 CC-SA 라이선스로 배포한 글로벌 세계대백과사전의 내용을 기초로 작성된 글이 포함되어 있습니다.
- 곽철환 (2003). 《시공 불교사전》. 시공사 / 네이버 지식백과.
- 권오민 (2003). 《아비달마불교》. 민족사.
- 운허.  동국역경원 편집, 편집. 《불교 사전》. 2016년 3월 6일에 원본 문서에서 보존된 문서. 2013년 4월 24일에 확인함.
- (중국어) 佛門網. 《佛學辭典(불학사전)》. 2015년 3월 17일에 원본 문서에서 보존된 문서. 2013년 5월 12일에 확인함.
- (중국어) 星雲. 《佛光大辭典(불광대사전)》 3판. 2011년 3월 19일에 원본 문서에서 보존된 문서. 2013년 4월 24일에 확인함.